# Jelena Peeters
Jelena Peeters (Turnhout, 19 december 1985) is een Belgische voormalige inline-skatester en langebaanschaatsster, en freelance grafisch ontwerper, woonachtig te Wuustwezel. Peeters werd op het ijs bijgestaan door Margo van Dijk en is houdster van 2 Belgische records; de 3000 en 5000 meter.

## Biografie
Voor het EK Allround 2012 was ze reserve, omdat landgenote Nele Armée Belgisch kampioene is. Maar omdat Armée hier als negentiende eindigde, mochten er in 2013 twee Belgische schaatsers worden afgevaardigd. Op 14 januari 2012 reed Peeters op de ijsbaan Glanerbrook in Geleen de baanrecords op de 500 en 1000 meter. Op 3 maart 2012 maakt Peeters haar debuut bij de wereldbekerwedstrijden in Thialf op de 5000 meter. Op basis van haar aangescherpte tijden op de 1500 en 3000 meter kwam ze op 3 november 2012 binnen op de 194e plaats in de Adelskalender, de ranglijst aller tijden. Tijdens de tweede wereldbekerwedstrijd in Kolomna wist ze deze tijden alweer verder aan te scherpen. Op de Olympische 3000 meter eindigde Peeters op 9 februari 2014 als twaalfde.
Na het WK Allround 2018 in de stromende regen op de openluchtbaan van Amsterdam besloot Peeters te stoppen met schaatsen.

## Persoonlijke records
| Afstand    | Tijd    | Datum            | Baan           |
| ---------- | ------- | ---------------- | -------------- |
| 500 meter  | 40,60   | 6 januari 2018   | Inzell         |
| 1000 meter | 1.18,42 | 6 januari 2018   | Inzell         |
| 1500 meter | 1.56,99 | 3 december 2017  | Calgary        |
| 3000 meter | 4.04,00 | 15 november 2013 | Salt Lake City |
| 5000 meter | 7.03,69 | 20 november 2015 | Salt Lake City |

Het persoonlijk record op de 1000 meter was een Belgisch Record, tot Sandrine Tas het verbeterde in december 2021.

## Resultaten
| Jaar | NK Allround | EK Allround             | WK Allround             | WK Afstanden                       | Olympische Spelen   | Wereldbeker                       |
| ---- | ----------- | ----------------------- | ----------------------- | ---------------------------------- | ------------------- | --------------------------------- |
| 2011 | Zilver      |                         |                         |                                    |                     |                                   |
| 2012 | Zilver      |                         |                         |                                    |                     | 43e 3/5k 21e Massastart           |
| 2013 | Goud        | NC19 (21e, 17e, 19e, -) |                         | 13e 3000m                          |                     | 30e 1500m 20e 3/5k 10e Massastart |
| 2014 | Goud        | NC15 (18e, 12e, 14e, -) | NC15 (20e, 9e, 16e, -)  |                                    | 20e 1500m 12e 3000m | 34e 1500m 22e 3/5k 8e Massastart  |
| 2015 |             | NC11 (14e, 10e, 12e, -) |                         | 9e 5000m 17e massastart            |                     | 29e 1500m 22e 3/5k 10e Massastart |
| 2016 |             |                         |                         | 11e 5000m 5e massastart            |                     | 45e 1500m 35e 3/5k 20e Massastart |
| 2017 |             | NC13 (16e, 9e, 13e, -)  | NC20 (21e, 19e, 19e, -) | 20e 3000m 12e 5000m 18e massastart |                     | 42e 1500m 22e 3/5k 18e Massastart |
| 2018 |             |                         | NS3 (21e, 21e, NS, -)   |                                    | 10e 5000m           | 51e 1000m 41e 1500m 30e 3k/5k     |

NS# = Niet gestart op de #'de afstand.
0p = Wel deelgenomen maar geen punten behaald.